# 243 TCN
243 TCN là một năm trong lịch La Mã.